# کوپیلووتسی (استان کیوستندیل)
کوپیلووتسی (به بلغاری: Kopilovtsi) یک منطقهٔ مسکونی در بلغارستان است که در شهرستان کیوستندیل واقع شده‌است.